# Їррін
Йіррін або Джірін (англ. Jirrin, араб. قرية جرين) — поселення в Сирії, що складає невеличку друзьку общину в нохії Аль-Аріка, яка входить до складу однойменної мінтаки Шахба в південній сирійській мухафазі Ас-Сувейда.